# Лесбия

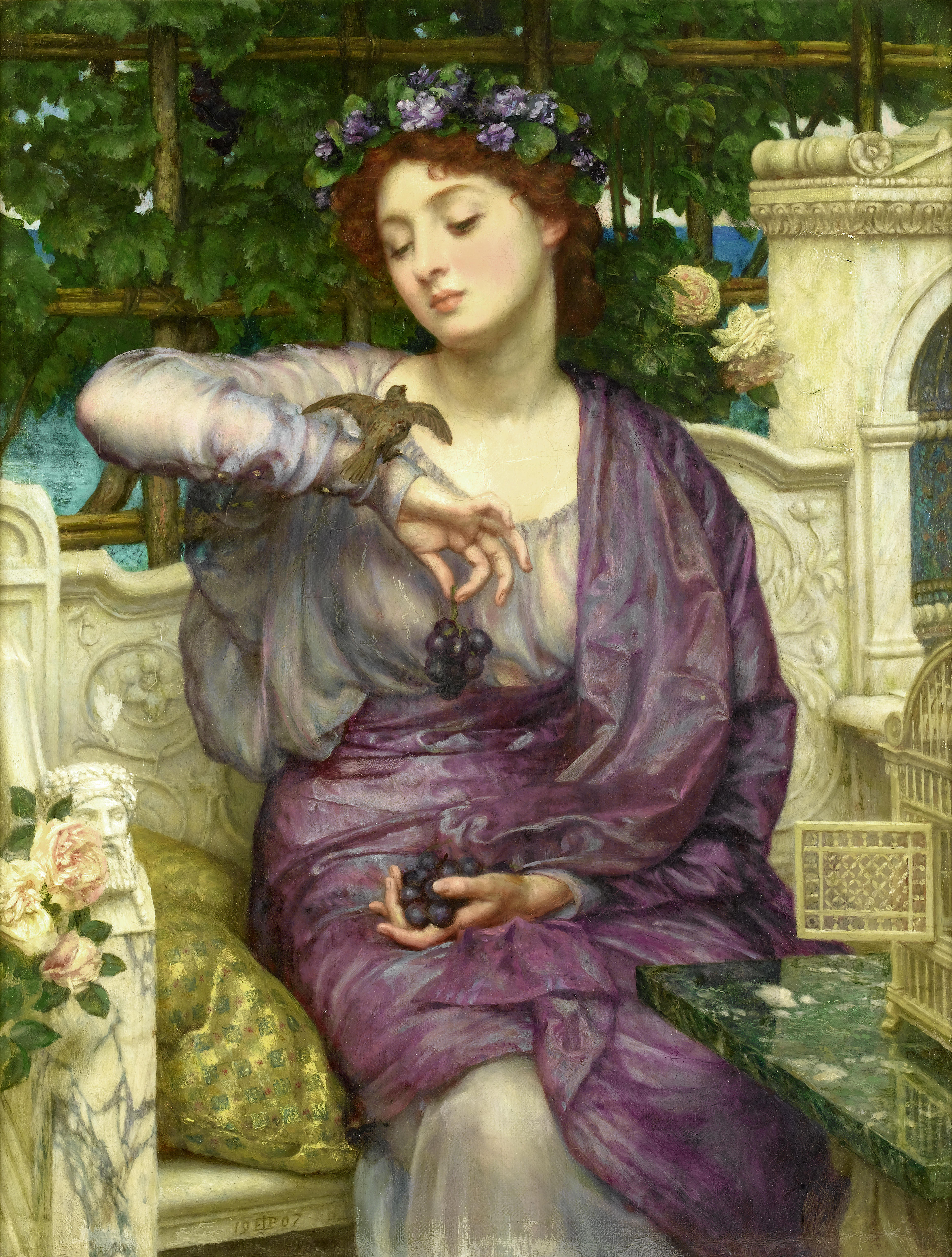
Эдуард Джон Пойнтер. «Лесбия и её воробушек»

Ле́сбия (устар. Лезбия; лат. Lesbia) — псевдоним, которым древнеримский поэт Гай Валерий Катулл называет в лирике свою возлюбленную (50-е годы до н. э.).
С середины XIX века традиционно считается, что прообразом Лесбии являлась скандально известная римская матрона Клодия Пульхра Терция. По следам прославленного поэтического цикла имя Лесбия стало нарицательным, символизирующим созидательную и одновременно разрушительную силу Женственности, которая рождает душевную боль и неудовлетворённость желаний мужчины из-за направленности влечения любимой не на него, а на кого-то другого. В таком смысле имя Лесбия используется в сочинениях последующих эпох.

## Личность Лесбии

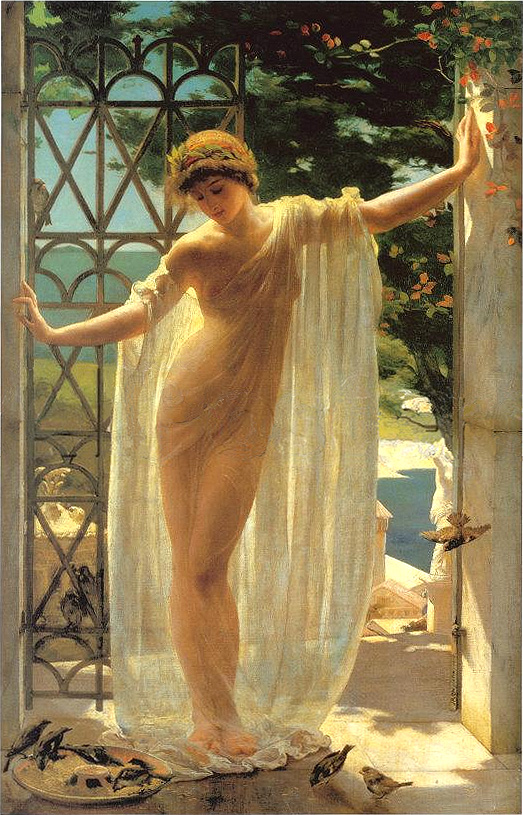
Дж. Р. Веджелайн. «Лесбия»

О Лесбии нет никакой достоверной информации, кроме той, которую можно обнаружить в стихотворениях Катулла. Полагают, что ей посвящено 25 из 116 сохранившихся его стихотворений, в том числе самое знаменитое — «Odi et amo» (Ненавижу и люблю). В тринадцати стихотворениях Лесбия названа по имени. Стихи демонстрируют самый широкий диапазон чувств, которые испытывал поэт к своей возлюбленной: от нежной любви через грусть и разочарование к горькому сарказму.
И ненавижу её, и люблю. Это чувство двойное.

Боги, зачем я люблю? и ненавижу зачем!
Кем именно была женщина, к которой были обращены одновременно любовь и ненависть поэта, могло бы навсегда остаться неизвестным и вызывать вопросы и предположения исследователей. Современный писатель В. Отрошенко так характеризовал образ Лесбии, сложившийся в стихах:

Обстоятельства могли бы сложиться так, что исследователи никогда бы не установили, кем была героиня этой истории. По стихам Катулла, где в образе Лесбии сосредоточены одновременно вся волшебная красота небесных богинь и все буйное блядство кабаков и переулков Рима, её можно было бы представлять кем угодно — потаскушкой с улицы Субура, какой-нибудь вольноотпущенницей, римской гетерой или некой лесбосской девушкой (жительницей острова Лесбос) — таков точный смысл псевдонима Lesbia, который Катулл дал возлюбленной.

Тем не менее, можно обнаружить некоторые намёки. Крохи дополнительных сведений извлекают из сочинений позднеантичных писателей. Сидоний Аполлинарий (V век) упоминает о поэтическом даре Лесбии: «часто Коринна завершала строку за Назоном, Лесбия за Катуллом, etc.» Писатель Апулей (II век) заметил, что её настоящее имя — Клодия (см. ниже). В какой степени эта информация основана на слухах, а в какой — является истинной, оценить невозможно, тем не менее, замечание Апулея стало почвой для создания многочисленных теорий, перечисленных ниже.

### Происхождение псевдонима
Выбранный Катуллом псевдоним — женское имя, предполагавшее литературные и эротические коннотации, связанные с островом Лесбос, родиной весьма почитаемой автором поэтессы Сапфо. Традиция использовать вымышленное имя возлюбленной вместо настоящего была достаточно распространена (см. Женские псевдонимы в римской поэзии). «Это был поэтический этикет: вымышленными именами пользовались, во-первых, чтобы не сглазить, а во-вторых, чтобы не скомпрометировать воспеваемое лицо. И это была психологическая игра с самим собой: она подчеркивала, что поэзия и жизнь — вещи разные и что в стихах поэт пишет не столько о том, что с ним было, сколько о том, что он хотел бы, чтобы с ним было», указывает Михаил Гаспаров.
Считается, что данный псевдоним впервые употреблён поэтом в стихотворении, обращённом к возлюбленной, но при этом являвшемся одновременно переводом с греческого строк Сапфо к своей любовнице (см. ниже), то есть псевдоним был придуман под влиянием знаменитых стихов другой поэтессы. Никаких коннотаций, связанных с однополой любовью, для римского поэта этот псевдоним не нёс, никаких лесбийских аллюзий стихи к Лесбии не имеют, и никем из исследователей в последующие века они не подразумевались.

### Клодия Пульхра Терция
Согласно наиболее распространённой версии, известной благодаря Апулею (II век н. э.), в реальной жизни Лесбию звали Клодия. Обвинённый перед судом в чернокнижии и развратном поведении, Апулей заявил в своей защитной речи, что если он и упоминал в своих стихах реальных лиц, то только под вымышленными именами, подобно тому, как «Катулл называл Лесбией Клодию, а Тицида Метеллу Периллой, а Проперций под именем Кинфии скрывал Гостию, а у Тибулла была Плания на уме и Делия на языке». Предполагают, что Апулей черпал свою информацию из несохранившегося труда Светония De poetis или же из работы Галия Юлия Гигина, служившего Светонию основным источником.
Эту Клодию принято отождествлять с одной из самых одиозных современниц Катулла — Клодией Пульхрой Терцией, бывшей замужем за покровителем поэта Метеллом, своим двоюродным братом. Родная её сестра была замужем за полководцем Лукуллом, сводная — за самим Помпеем. А её родным братом был тот самый Публий Клодий Пульхр, который проник в женском платье на таинства Благой Богини и скомпрометировал жену Цезаря, что вызвало её развод. Саму Клодию обвиняли в инцестуальной связи со своим братом. Известны два прозвища Клодии: «Боопида» (Волоокая) и «Квадрантария» (Ценою в четверть гроша).

Чезаре Маккари. «Цицерон произносит речь против Катилины»

После кончины мужа у Клодии был роман с приятелем Катулла, богатым и красивым Целием Руфом. Они были любовниками с 59 по 57 годы до н. э. и жили в соседних домах на Палатинском холме. Прервав с ним связь, Клодия через подставных лиц обвиняла Целия Руфа в попытке её отравления, а также в многочисленных других преступлениях. Адвокатом обвиняемого выступил враг её брата Цицерон, произнеся на этом суде в марте 56 года до н. э. одну из самых знаменитых речей. Большинство неприглядных фактов биографии Клодии известно именно из этой речи. Цицерон характеризует её как «всеобщую подружку» и как особу «не только знатную, но и общеизвестную», упоминает о её инцесте, любовниках и подозрительной смерти мужа. Целий был оправдан, а репутация Клодии — погублена. После этого никакой информации о жизни Клодии не появилось. Известно только, что в 44 году до н. э. она была ещё жива (существует запись о том, что в этом году она имеет какие-то деловые переговоры о недвижимости с тем же Цицероном). Ни один из современных Катуллу писателей не упоминает её имя в связи с поэтом.
Версия о том, что упомянутая Апулеем два века спустя Клодия является Клодией Пульхрой Терцией, была введена в научный обиход в 1862 году немецким учёным Л. Швабе Главные комментаторы. XIX века приняли реконструкцию Швабе, и хотя Хэвлок бросил вызов многим из этих предположений, комментаторы второй половины XX века, в том числе и российские (Михаил Гаспаров), всё ещё по большей части придерживаются именно этой версии.

## Стихи к Лесбии
Стихи к Лесбии сохранились в найденном в Средневековье манускрипте в Вероне. Этот сборник, «Книга Катулла Веронского», был произвольно составлен каким-то его веронским земляком в период поздней античности и содержит 116 стихотворений, расположенных вне какой-либо хронологической последовательности и датировки. Цикл стихотворений к Лесбии разбросан по книге беспорядочно, поэтому историю отношений с Лесбией приходится реконструировать.

### Список стихов к Лесбии
Будем жить и любить, моя подруга!

Воркотню стариков ожесточённых

Будем в ломаный грош с тобою ставить!

В небе солнце зайдёт и снова вспыхнет,

А для нас, чуть погаснет свет мгновенный,

Непробудная наступает полночь.

Так целуй же меня раз сто и двести,

Больше, тысячу раз и снова сотню,

Снова тысячу раз и сотню снова.

Много сотен и тысяч насчитаем,

Все смешаем потом и счёт забудем,

Чтобы злобой завистников не мучить,

Подглядевших так много поцелуев!.
Стихи о Лесбии датируются по большей части 57—55 годам до н. э. Исследователи указывают, что не нужно считать Лесбию единственной (или «единственной настоящей») любовью Катулла и относить к ней все, какие можно, безымянные любовные упоминания в его поэзии. Лесбия упоминается по имени только в 13 стихотворениях Катулла. Датировать большинство из них не представляется возможным, но многие явно написаны прежде прочих. Примерное хронологическое расположение (по М. Гаспарову):
1. (№ 51) «Лесбия, только я тебя увижу, как весь обмираю, — верно, это от праздности!».
2. (№ 5) «Лесбия, будем целоваться, не считая поцелуев, — чтоб не сглазили!»
3. (№ 7) «Спросишь, Лесбия, сколько поцелуев хватит мне»
4. (№ 86) «Квинтия — и та хороша лишь по частям, а моя Лесбия — вся»
5. (№ 43) «Как, какую-то девку кто-то сравнивает красотою с моей Лесбией?»
6. (№ 92) «Лесбия меня бранит — значит, любит: провалиться мне, я ведь тоже!»
7. (№ 83) «Лесбия бранит меня при муже — тем хуже, если ему невдомек, что это значит!»
8. (№ 79) «Лесбия предпочитает мне другого, а у него воняет изо рта!»
9. (№ 87) «Лесбия, я тебя любил и был верен, как никто!»
10. (№ 107) «Лесбия снова уступила моим желаниям — о, блаженство!»
11. (№ 72) «Я тебя любил, Лесбия, не как любовницу, а как родную; но теперь я знаю тебя, и хоть люблю, но уже не так по-доброму»
12. (№ 75) «До того ты меня довела, что уже не могу по-доброму, но не могу и не любить»
13. (№ 58) И наконец: «Лесбия, так когда-то мной любимая, блудит теперь по подворотням!»

К этому ряду примыкает ещё десяток стихотворений. Имя в них не упомянуто, но перекличка мотивов, а также анализ употребляемых эпитетов, привязывает их к предыдущим, (с чем соглашаются практически все толкователи, опираясь на лингвистические сравнения):
- (№ 11) «Передайте ей, друзья: пусть надрывает всех своих любовников, но обо мне забудет: она подкосила меня, как цветок»

Кроме того, ряд параллелей со стихами к Лесбии, важных для понимания их литературного контекста и датировки, а также соотношения реальной личности Катулла и его лирического героя, имеют несколько любовных стихотворений Катулла, обращенных к Ювенцию.

### Первое стихотворение к Лесбии
Хронологически первым стихотворением цикла, обращённого к Лесбии, считается № 51 — по той причине, что из него с наглядностью видно, каким образом поэт изобрёл псевдоним для своей возлюбленной. Де факто оно является переводом Катулла на латынь греческого стихотворения Сапфо. Лесбосская поэтесса обращает свои строки к своей лесбосской же возлюбленной, которую ревнует к мужчине, и не называет её по имени. Катулл в эту оду внёс множество произвольных изменений и дополнений. В том числе он ввёл в неё и это обращение, превратив характеристику адресата стихов в её личное имя — Лесбия. Некоторые исследователи даже предполагают, что сама любовь к конкретной женщине ещё не вошла в жизнь Катулла, а имя для неё он уже придумал. Как бы то ни было — появилась реальная Лесбия в момент написания данных стихов или уже позже, имя поэту полюбилось.
В своем стихотворении Катулл резче, по сравнению с Сапфо, подчёркивает субъективные моменты чувств и заканчивает резонирующей сентенцией, добавляя ещё одну строфу, где ругает себя за лень, которая, по его мнению, явилась стимулом его чувств: «Праздность, друг Катулл, для тебя — отрава. / Праздность — чувств в тебе пробуждает буйство. / Праздность и царей и столиц счастливых / Много сгубила».

### Воробушек Лесбии
Самым запоминающимся атрибутом Лесбии стал её ручной воробей, воспетый Катуллом в двух обращённых к ней стихотворениях (№ 2 и № 3). Оба стихотворения были очень популярны среди римских читателей. Хозяйка воробья в стихах по имени не названа, но уже древние не сомневались, что это Лесбия (см. например Марциал 7:14: «…любимая нежным Катуллом, / Плакала Лесбия, ласк птички своей лишена»).

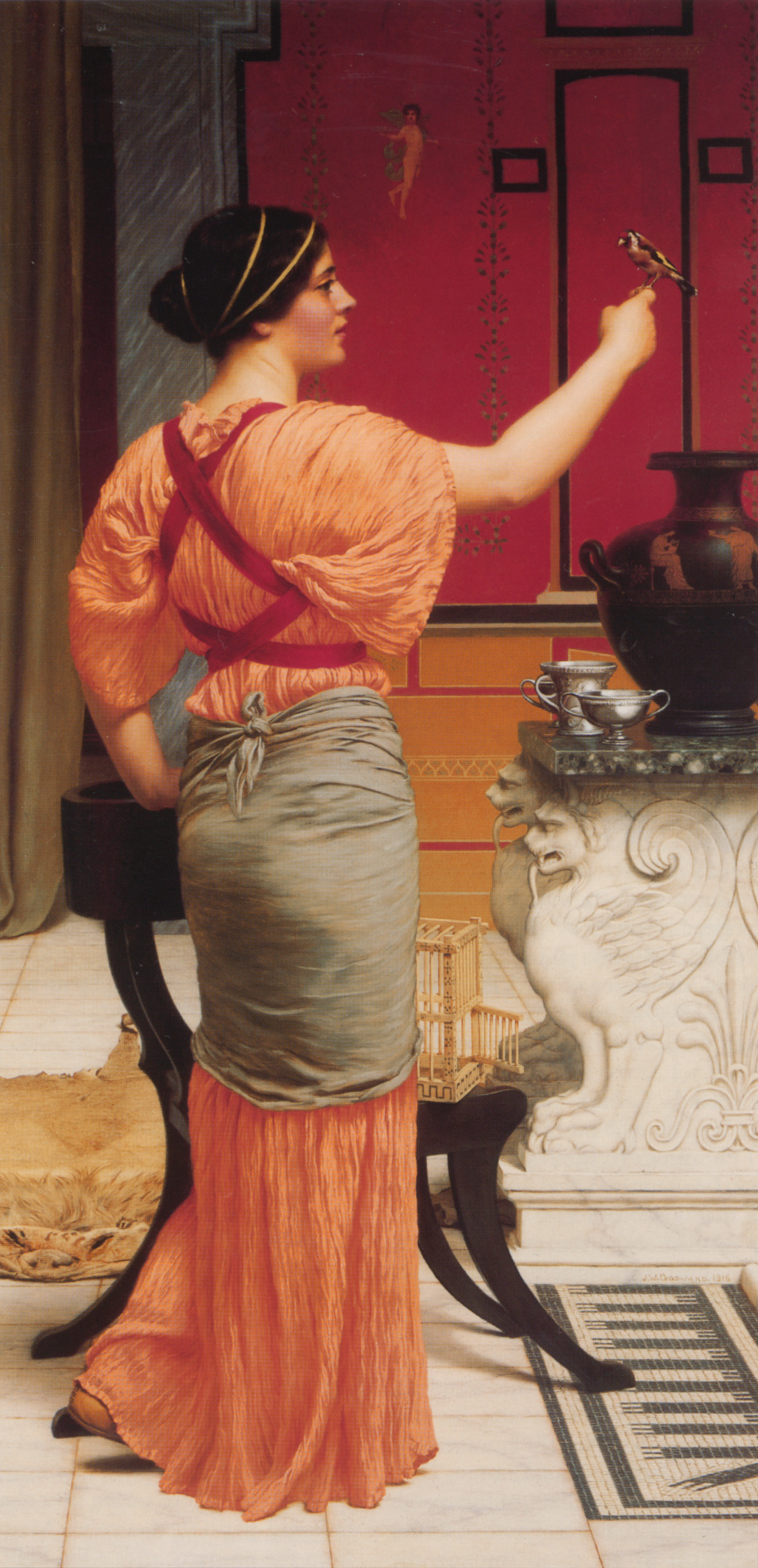
Джон Уильям Годвард.
«Лесбия с воробушком»

В стихотворении № 2 поэт просто завидует воробью, который волен в любой момент порхать по телу его любимой. Стихотворение № 3 представляет собой стихотворный некролог на смерть птички. В нём Катулл «пародирует поминальный плач и надгробные речи, внося те же сетования на краткость жизни, те же повторы, те же ласкательные и уменьшительные существительные и т. д., но все эти средства художественного выражения даны в шутливо-ласковом тоне». Воробей был посвящён Венере (в частности, на колеснице, запряжённой воробьями, богиня является в гимне Сапфо) и особенно годился в герои любовного стихотворения. «Воробышек» было ласкательным словом у влюбленных ещё в комедиях Плавта.
Лейте слезы, Венеры и Амуры,

Лейте слезы, поклонники Венеры!

Воробьишка моей подружки умер,

А она пуще глаз его любила:

Он такой был прелестный и веселый,

Он всегда к ней выпархивал навстречу,

Сладко-сладко клевал её повсюду,

Не слезая с неё ни на минуту, 

Пел ей нежно «пи-пи», смешил и тешил –

А теперь он идет по той дороге,

По которой, увы, нельзя вернуться,

В край безмолвия, ужаса и мрака. 

Будьте прокляты, духи подземелья,

Пожиратели юных и прекрасных!

Вы похитили у меня такую

Ненаглядную, милую пичужку!

О жестокость судьбы! О бедный птенчик!

Безутешно хозяюшка рыдает —

У неё даже глазки покраснели.
Современная переводчица Рахель Торпусман в своих комментариях к этому стихотворению повторяет курьезное мнение Анджело Полициано, согласно которому, «в этих фривольных стихотворениях Катулл, пародируя торжественные гимны в честь богов, под именем „воробьишки“ изображает одну из частей собственного тела. Однако эффект двойной интерпретации нередко вводил читателей в заблуждение, и эти стихи воспринимались только как обращение к реальной птице». Некоторые исследователи полагают, что, учитывая то, что поэзия Катулла полна фривольностей и двусмысленностей, данная версия имеет право на существование, но большинство авторитетных комментаторов Катулла (В. Кролль, Р. Эллис и др.) считают её абсурдной и не считают нужным обсуждать.
Поминальный плач по воробьишке был популярен не только в римскую эпоху, но и позже, и вызвал подражания, в частности:
- Овидий, элегия «На смерть попугая» своей возлюбленной Коринны.
- Джон Скелтон, стихотворение «Phyllyp Sparowe» на смерть воробья Джейн Скроуп (1505)
- А. Дельвиг, «На смерть собачки Амики» (1821)[29].
- А. Востоков, «На смерть воробья» (Дашеньки)[30]

В европейской живописи второй половины XIX века Лесбия изображается именно в компании воробьёв. Кроме того, в честь Лесбии в своё время было названо семейство колибри — колибри-шлейфоносцы (латинское название — Lesbia).

### «Ненавижу и люблю»
Двустишие № 85 Odi et amo («Ненавижу и люблю»), написанное в период очередного разлада поэта с возлюбленной, входит в золотой фонд мировой поэзии и является одним из самых популярных его произведений.

## История любви Лесбии и Катулла

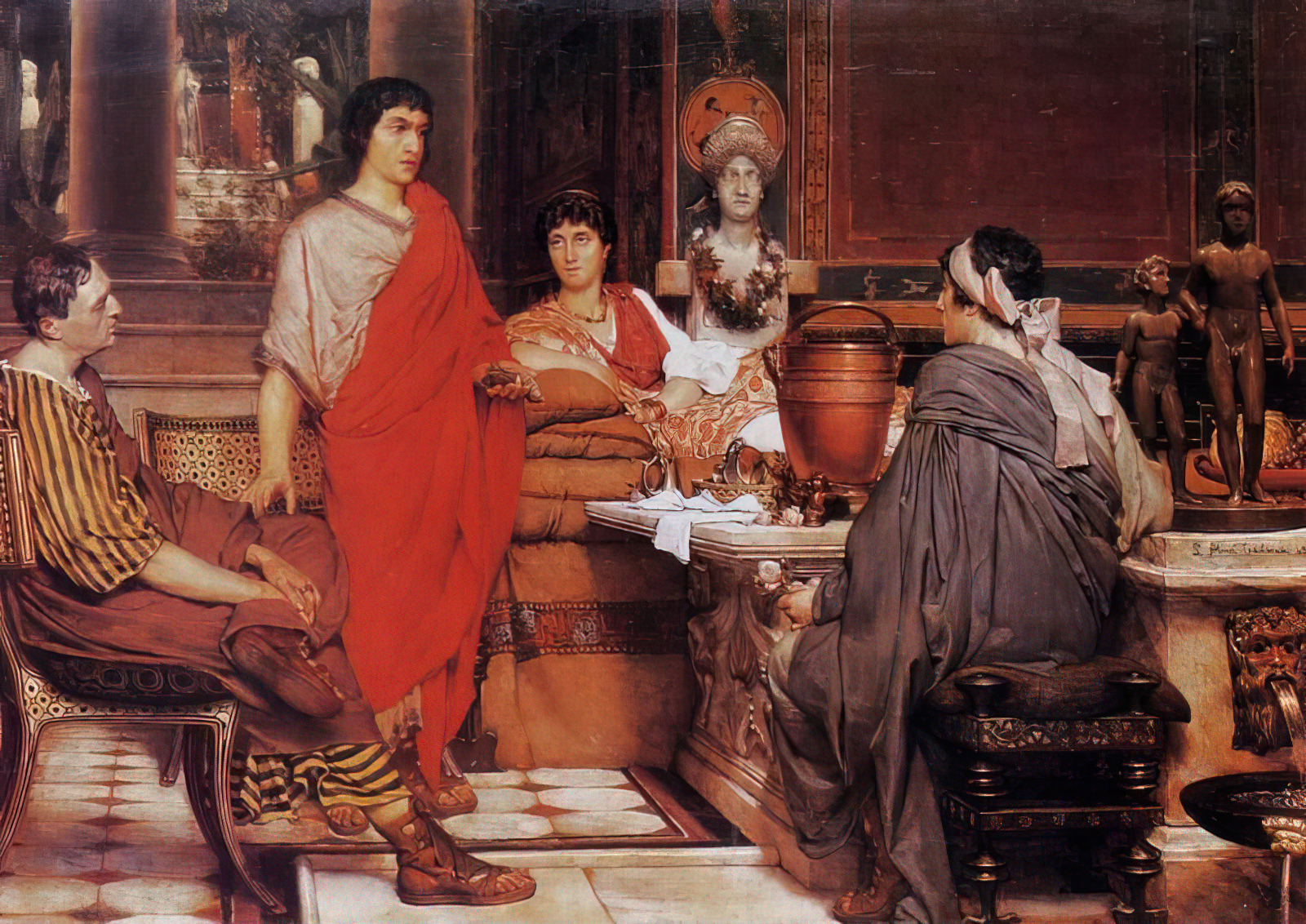
Лоуренс Альма-Тадема. «Катулл у Лесбии»

Исследователи отмечают, что ярко личный характер любовной лирики Катулла создаёт искушение рассматривать его стихи как «человеческие документы» и использовать их в психолого-биографическом плане.
Такие попытки нередко делались в беллетристической форме, например, в романизированных биографиях Катулла. Но и научные исследователи также занимались восстановлением любовной истории Катулла и Лесбии. Применяемый механизм таков: стихотворения комбинуются с биографическими сведениями о предполагаемой героине — Клодии Пульхре Третьей, и таким образом, устанавливается история и хронология любовных отношений Катулла и Клодии до и после его путешествия в Вифинию.
Соответственно, стихотворения размещаются по отдельным этапам «романа» — от первых робких надежд и блаженства взаимной любви через ревность, размолвки и примирения к последующему душевному раздвоению и окончательному разрыву. «Биографическая ценность подобных восстановлении остается все же весьма условной, тем более, что задача эта допускает, как показал опыт, различные решения», указывают историки античной литературы.

### Биографические сведения о Катулле
Известные события жизни Катулла таковы: около 61—60 годов до н. э. Катулл прибыл в Рим и поступил в свиту сенатора Квинта Метелла Целера, женатого на Клодии. В ранний римский период, как явствует из его элегии № 68, посвящённой некому Аллию, у него была совсем другая любовь — candida diva, как он её называет. Она была женою Аллия, в доме которого Катулл поселился, переехав из Вероны в Рим. Поэт вспоминает об этой поре с восторгом. Богиню и госпожу они делили с Аллием на двоих, это была их communis amor. Катулл был безмерно благодарен другу и потом с удовольствием вспоминал это время.
Катулл ко времени своего приезда в Рим и встречи с Лесбией был безвестным провинциалом, не обладающим ни родовитостью, ни богатством, ни римским гражданством. Именно таким он, вероятно, и представлялся Квинту Метеллу Целеру, сенатору, происходившему из знатного римского рода и избранному в 60 году консулом. По приезде в Рим Катулл очутился в его свите не случайно: буквально только что, в 62—61 годах, Метелл занимал должность наместника родины веронца Катулла Предальпийской Галлии, и для Катулла, как выходца из этой провинции, было естественно искать у него покровительства в Риме.
По-видимому, Катулл отлично освоился в столичных литературных и светских кругах, где он вскоре повстречался с будущей героиней своих стихотворений — Лесбией, вне зависимости, была ею Клодия или нет. В свите сенатора Метелла Катулл оставался недолго, около года. В 59 году до н. э. его покровитель неожиданно скончался, отравленный, по убеждению некоторых современников, собственной женой. (Если Клодия была Лесбией, то её роман с поэтом начался ещё до смерти супруга, поскольку в одном из стихотворений Катулл упоминает, что любимая бранит его в присутствии мужа, а тот и не подозревает, откуда такие страсти). После смерти Метелла Катулл перешёл в свиту другого сенатора — Гая Меммия, и через некоторое время отправился с ним в Вифинию. В жизни Клодии в этот момент разворачиваются события романа с Целием, известные по речи Цицерона (о соотношении хронологий историй Лесбии и Клодии см. ниже). Разгромный процесс Цицерона предшествует прощальному стихотворению Катулла, в котором он окончательно порывает с Лесбией. Через несколько лет после этого он умирает.

### Реконструкция любовной истории
Безотносительно отождествления Лесбии с Клодией и конкретных дат, посвящённый Лесбии поэтический цикл имеет свою внутреннюю хронологию, которая очевидна из эмоций, переполняющих автора: безмятежно-счастливое начало, яростная ревность, уличения в неверности, жестокие размолвки, проклятия, клятвы, слезы, радостные примирения, наконец, окончательный разрыв.

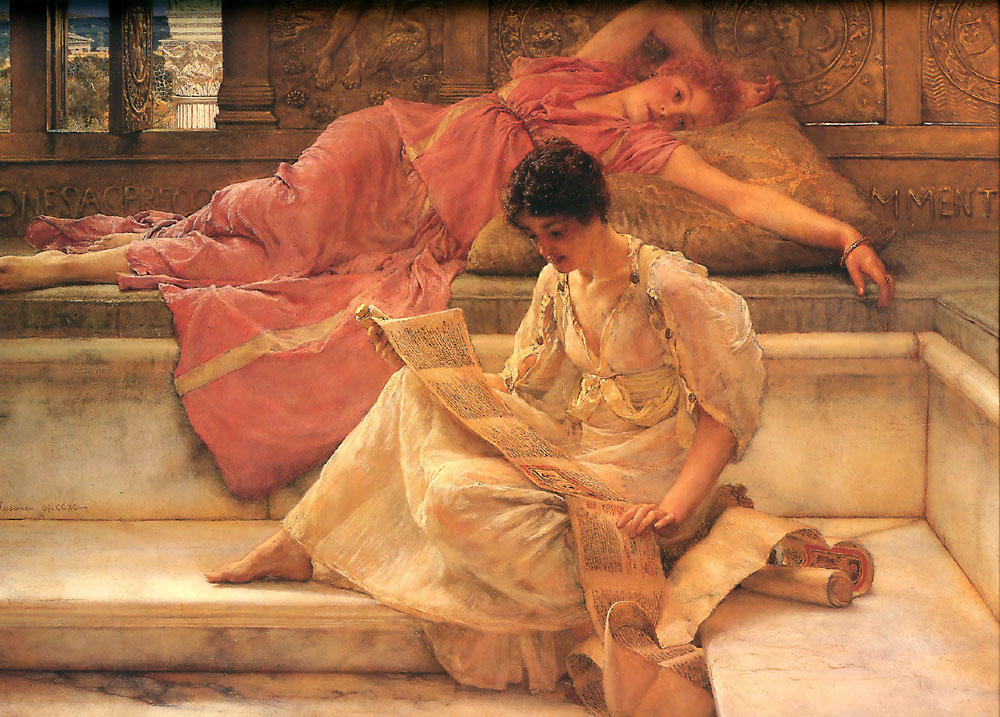
Лоуренс Альма-Тадема. «Любимый поэт»: древнеримская женщина, читающая свиток со стихами.

Исследователи античной литературы характеризуют смену настроений в цикле стихов: «в быстром чередовании сентиментальности и иронии, пафоса и резонерства, вкрадчивости и задора развёртываются стихотворения о воробье любимой, о смерти воробья, о жажде несчётных поцелуев». Это те произведения Катулла, которые пользовались особенной славой в древности и в Новое время и вызвали большое количество подражаний и переделок в «галантной лирике» Ренессанса и последующих веков. В дальнейшем шутливые тона сменяются более мрачными, и основным мотивом становится разлад чувств, презрение к той, которая не сумела достойным образом ответить на глубокую любовь, и неспособность подавить всё более разгорающуюся страсть.
Стадии их отношений таковы:
1. Трепетная влюбленность Катулла
2. Счастливая взаимность
3. Ссоры
4. Примирения
5. Катулл узнает об изменах Лесбии
6. Горькая ярость и язвительная злоба Катулла
7. Успокоение, подведение итогов и окончательный отказ.

| Период отношений                                                               | №                                  | Пример (фрагменты стихов) |
| ------------------------------------------------------------------------------ | ---------------------------------- | --- |
| Любовные стихи к Лесбии                                                        | № 2, 3, 5, 7, 13, 51, 87, 107, 109 | № 7: Спросишь Лесбия, сколько поцелуев Хватит мне и вполне, что за вопросы? |
| - Стихи, сравнивающие её с другими женщинами                                   | № 43, 86                           | № 43: И тебя-то расславили красивой? И тебя с нашей Лесбией сравнили? О, бессмысленный век и бестолковый! |
| Стихи о их ссорах                                                              | № 36, 83, 92, 104                  | № 92: Лесбия дурно всегда, но твердит обо мне постоянно Нет, пропади я совсем, если не любит меня. Признаки те же у нас: постоянно её проклинаю Но пропади я совсем, если её не люблю.                            |
| - Упоминание наличия у Лесбии мужа                                             | № 83                               | Много обидного мне говорит в присутствии мужа Лесбия, он же, глупец, рад неизвестно чему. |
| Стихи о её изменах Катуллу, его к этому отношению и примирении                 | № 8, 68, 70, 72, 75, 76, 85        | № 75: Лесбия, мой рассудок тобой окончательно сломлен И доведен до того, что не способен теперь Ни относиться к тебе хорошо — если станешь хорошей, Ни перестать любить — что ты со мной ни твори.                |
| - Роман Лесбии с Лесбием                                                       | № 79                               | Лесбий красив? Ну ещё бы! Он Лесбии нравится больше, Горький Катулл мой, чем ты с домом и родом твоим |
| - Роман возлюбленной поэта (Лесбии?) с Геллием                                 | № 91                               | Геллий, не потому тебе доверял я всецело В этой несчастной моей и безнадежной любви, Не потому, что тебя я считал человеком надежным…                                                                             |
| - Роман возлюбленной поэта (Лесбии?) с Эгнатиусом, который «чистит зубы мочой» | № 37                               | Я вам похабщиной пораспишу всякой, Раз девушка моя с моих колен встала, Которую любил я крепче всех в мире, Из-за которой я такие вел битвы, — И нынче села, богачи и знать, с вами, И любите её наперебой все вы |
| Яростные и язвительные стихи против Лесбии                                     | № 37, 58, 79                       | № 58: Целий! Лесбия, Лесбия (ты слышишь, Чуешь?), Лесбия, та, что самой жизни, Милых всех для меня была дороже, В переулках теперь и в подворотнях Эта Лесбия тешит внуков Рема.                                  |
| - Окончательное прощание                                                       | № 11                               | По её вине иссушилось сердце, Как степной цветок, проходящим плугом Тронутый насмерть |

## Идентификация Лесбии с Клодией Пульхрой Терцией
Существуют противники отождествления Клодии Пульхры Терции с Лесбией. В пользу обеих версий приводятся следующие доводы:

### Доводы «за»
Лесбий красив? Ну ещё бы! Он Лесбии нравится больше, 

Горький Катулл мой, чем ты с домом и родом твоим. 

Пусть он красив! Но пускай пропаду со всем домом и родом, 

Если хоть трое друзей в рот поцелуют его.
- свидетельство Апулея по поводу имени «Клодия»
- несомненное знакомство Катулла с Клодией Пульхрой Терцией — женой его покровителя
- дурная репутация Клодии, которая оправдывает резкие эпитеты, обращённые к Лесбии
- интимная связь Клодии Пульхры Терции с её братом Публием Клодием Пульхром (известна из речи Цицерона), имеющая аналогию со стихотворением № 79, где описывается связь Лесбии с неким Лесбием. Кроме того, важно, что первая строчка стихотворения по-латыни звучит: Lesbius est pulcher. Quid ni? Quem Lesbia malit, то есть Катулл, возможно, играя словами, употребляет в отношении соперника слово «красивый» — pulcher, которое полностью совпадает с одной из частей имени Публия Клодия Пульхра — лат. Publius Clodius Pulcher.

### Доводы «против»

#### Хронологические рамки
Главным доводом, заставляющим задуматься противников отождествления, оказываются хронологические рамки.
Все скудные и немногочисленные датировки в стихах Катулла относятся к 60—55 годам (и по большей части к 57—55 годам) до н. э. Единственный хронологический намёк в стихах о Лесбии (последнее из цикла — № 11 с надрывным прощанием) — к 55 году. Это стихотворение было написано не раньше 55 года, или даже позже, потому что именно в 55 году Цезарь с огромным войском совершил первый переход через Альпы. Именно это событие упомянуто в третьей строфе: «sive trans altas gradietur Alpes,/ Caesaris visens monumenta magni» (Перейду ли Альп ледяные кручи, / Где поставил знак знаменитый Цезарь).
Между тем, Клодия овдовела только в 59 году до н. э., и до этого дня вела себя сдержанно. После смерти мужа её любовником стал Целий, причём его даже подозревали в том, что он помог любимой женщине отравить супруга. С Целием она провела 59—57 годы. Роман Катулла можно было бы поместить в тот промежуток времени, когда Целий и Клодия, разорвав отношения, готовились к судебному процессу. Однако известно, что как раз в это время Катулла не было в Риме. В 57 году он уехал на Восток, в Вифинию, с претором Гаем Меммием, в свиту которого он перешёл после смерти Метелла.
В 57-56 годы до н. э. Катулл всё также остается в Вифинии, а в 56 году происходит судебный процесс, после которого Клодия совсем исчезает из виду — или умирает, или удаляется на вынужденный покой. Стихотворение № 11 написано после 55 года, то есть «злые и последние слова» были сказаны поэтом уже после судебного процесса. Однако по общему убеждению исследователей Клодия уже не могла быть в это время любовницей Катулла, ибо процесс круто изменил её судьбу, если даже не привёл к её внезапной смерти. Да и сам Катулл, страдавший, как явствует из некоторых его стихов, чахоткой, был тогда на пороге смерти, последовавшей предположительно в 54 году до н. э.
Стало быть, если Клодия была Лесбией, то её роман с Катуллом — лишь краткая промежуточная или попутная интрижка довольно раннего времени, а стихи о ней Катулла (по крайней мере, некоторые) — произведения очень поздние, то есть — писались «по следам». Михаил Гаспаров предлагает такое решение проблемы: «возникает вопрос: обязаны ли мы представлять себе любовные стихи Катулла мгновенными откликами на события его отношении, с Клодией? нельзя ли представить, что многие из них были написаны позже, по воспоминаниям, ретроспективно» и приводит в качестве примера ретроспективные любовные стихи Фета. Это предположение остается всего лишь версией, с которой не сочетается пламенное горячее чувство в стихах Катулла, которое вряд ли смогло бы быть столь горячим в стихах, написанных по памяти.

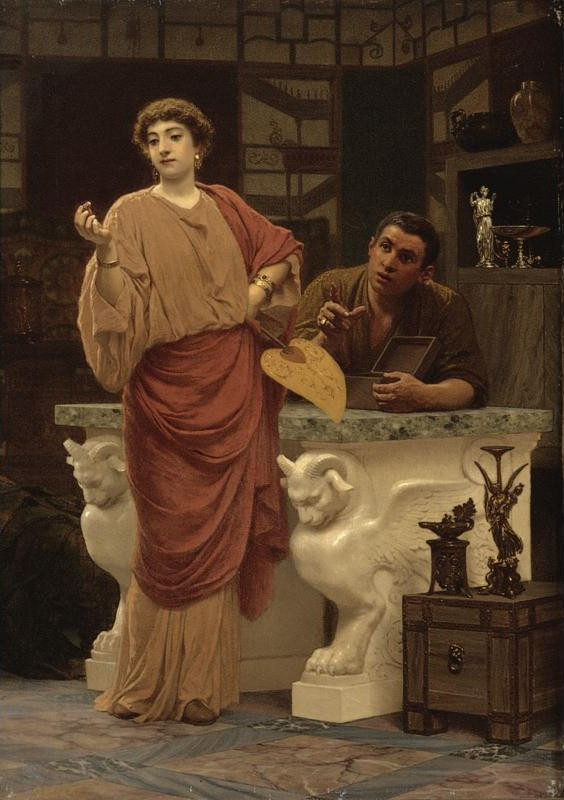
«Маленькая драгоценность»,
худ. Степан Бакалович

#### Социальные краски
Второй важный момент — социальные краски стихов. Гаспаров отмечает: «Реальная Клодия была знатной женщиной, по социальному положению стоявшей гораздо выше безродного молодого веронца. Но в стихах Катулла нигде, ни единожды не мелькает взгляд на Лесбию снизу вверх».
Поэт говорит о ней как о равной или как о низшей. «Забудем на минуту то, что мы знаем от Апулея и Цицерона, и представим себе Лесбию такой, какими были обычные героини античной любовной лирики — гетерой, полусветской содержанкой: и ни один катулловский мотив не будет этому противоречить. Больше того: иногда Катулл прямо стилизует Лесбию под продажную женщину — вот он переборет свою любовь (№ 8), и как ты будешь теперь жить?… кого любить? кому скажешь „твоя!“? кого станешь целовать? кого кусать в губки?. В стихотворении № 58 его Лесбия блудит по подворотням, а в стихотворении № 37 изображается (правда, безымянно) кабацкой девкой, которую одна компания отбивает у другой».

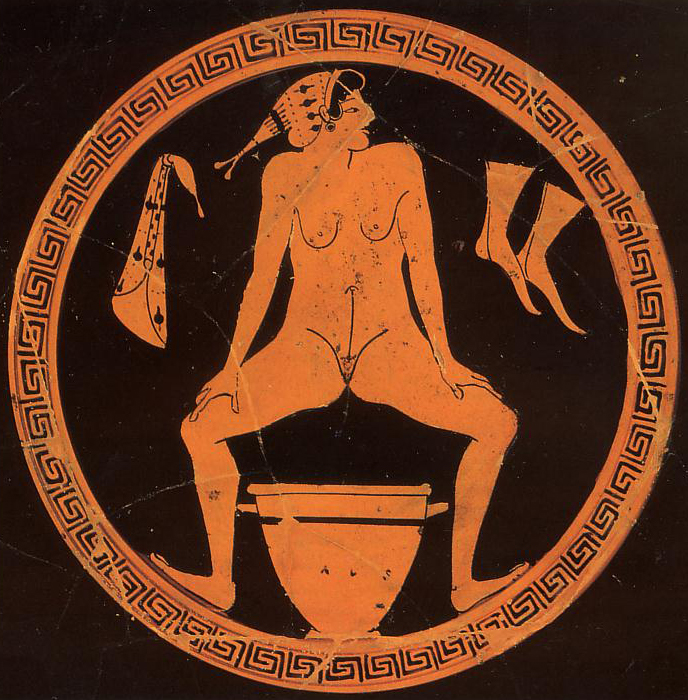
Изображение гетеры на древнегреческой вазе

Трудно представить такое обращение к жене сенатора, внучке и племяннице консулов, свояченице двух из самых могущественных и знатных лиц Рима того времени — Помпея и Лукулла. Не ощущается и разница в возрасте — а реальная Клодия была примерно на 10 лет старше Катулла. Кроме того, если верить Сидонию, Лесбия писала стихи — а о Клодии подобного не известно.
Это особенно интересно по сравнению со стихами к предыдущей любви поэта — жене Анния (имя которой в истории Рима не оставило никакого следа) к которой он относится подчёркнуто уважительно: прямо называет её — «dominae», что означает «госпожа; хозяйка дома; супруга».
Гаспаров, считающий отождествление Клодии с Лесбией верным, считает такое простецкое обращение к Лесбии литературной игрой. Предлагаемое Гаспаровым решение состоит в том, что Катулл стилизовал Клодию под гетеру нарочно, поскольку «именно гетера была для античного общества наставницей в „науке любви“ — и не только любви телесной, но и, как это ни неожиданно, любви духовной. И античная поэзия не хотела забывать об этой школе». И, тем не менее, учёный изумляется сам: «любовь к светской женщине оказывается у Катулла загримированной под любовь к гетере — и это у поэта, для которого „столичность“ была превыше всего!». Других учёных, в первую очередь Хэвлока, эти же доводы заставляют усомниться в истинности отождествления.

### Неоднозначные доводы
Также из стихов Катулла можно извлечь информацию, которая имеет неоднозначное толкование и употребима относительно обеих версий, как «за», так и «против».

#### Стихи к Целию
Марк Целий Руф, любовник Клодии, позже пострадавший от неё в суде, был приятелем Катулла и вращался с ним в одних кругах. «Книга Катулла Веронского» включает два стихотворения, где он назван по имени.
Одно из них (№ 58) очевидно входит в цикл к Лесбии, поскольку она там упоминается, а второе (№ 77) можно включить в него предположительно, если придерживаться версии, что Катулл узнает о том, что Целий отбил у него любимую Лесбию-Клодию и по этой причине испытывает ненависть. С другой стороны, оно может относиться к любой другой теме, поскольку непонятно, за какое именно предательство ругает Целия Катулл. Кроме того, недостоверно, что Руф, упомянутый в стихах, является именно Марком Целием Руфом.
Стихотворение к Целию про Лесбию достаточно загадочно: оно явно относится к последнему этапу любовной истории Катулла, печально-возвышенное, короткое и преисполнено дружеских чувств (то есть предательство либо прощено, либо ещё не случилось), кроме того, из него видно, что либо между Целием и Лесбией ничего нет, либо эти чувства уже прошедший этап. Интересно притяжательное местоимение «наша» (Caeli, Lesbia nostra, Lesbia illa), которым именует поэт женщину, рассказывая о ней другу (это довод в пользу отождествления).

#### Стихи к Цицерону
Марк Туллий Цицерон был другом Целия и произнёс в его защиту речь, оправдавшую юношу, но приведшую к краху репутации Клодии. К нему Катуллом написано стихотворение (№ 49), также являющимся загадочным, поскольку поэт, с явной иронией, называет себя «наихудшим из всех поэтов», а Цицерона — «наилучшим из адвокатов». Комментаторы до сих пор не могут сойтись во мнении, какое чувство он выразил в стихотворении, обращённом к Цицерону:
О Марк Туллий! О ты, речистый самый

Из праправнуков Ромула на свете

В настоящем, прошедшем и грядущем!

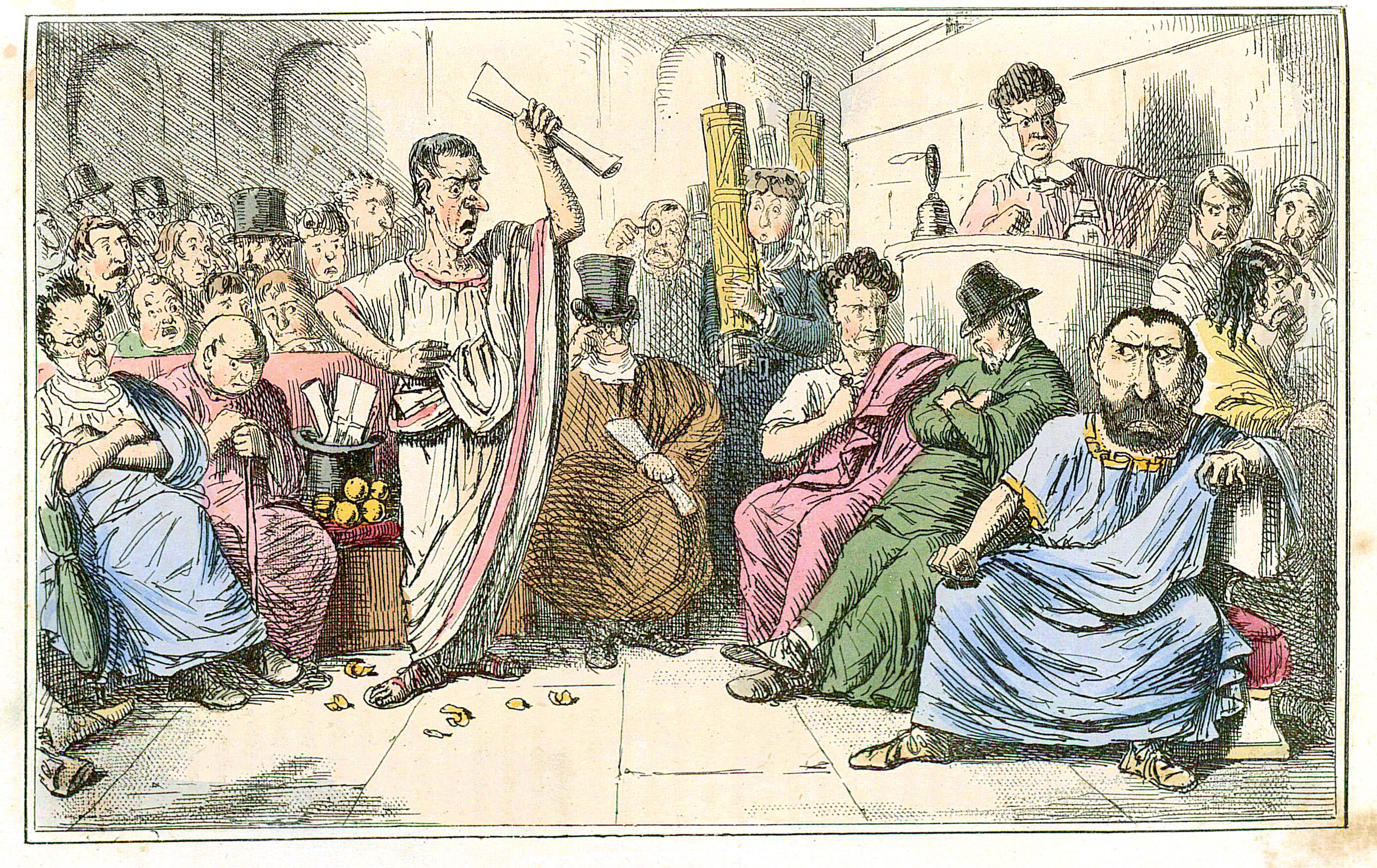
Цицерон (из «Юмористической истории Древнего Рима», ок. 1850)

Благодарность тебе с поклоном низким

Шлет Катулл, наихудший из поэтов.

Столь же самый плохой из всех поэтов,

Сколь ты лучше всех прочих адвокатов!
«Было ли это стихотворение нечаянным откликом уязвлённого сердца на обдуманную и тонко выстроенную казнь возлюбленной?» — вопрошают комментаторы. Или, может быть, оно вообще не имело никакого отношения к апрельскому процессу 56 года, а было всего лишь ироническим ответом, вызванным нападками Цицерона на новое литературное течение, к которому примыкал Катулл, как трактуют некоторые комментаторы, не учитывая, впрочем, того обстоятельства, что Катулл уже не входил в него в это время. «Но если речь здесь всё же идёт о Лесбии, то что содержат в себе эти строки — одно лишь злобное ёрничество? Обиду? Или же в них действительно выразилась горестная благодарность Цицерону, к которому Катулл мог хорошо относиться за его речь „За Целия“ против изменницы Клодии».

### Окончательные версии
1. Лесбия — это действительно Клодия Пульхра Терция.
  1. Владислав Отрошенко довольно смело предполагает, что Лесбией действительно была Клодия, но лирическим героем обращённых к ней стихов Катулла — не сам Катулл, а реальный любовник Клодии — Целий[5] — то есть поэт описывал в стихах постороннюю любовную историю.
2. Лесбия — это другая женщина, носившая имя Клодии.
  1. какая-нибудь родственница Клодии Пульхры Терции, например, одна из её старших сестёр-тёзок: Клавдия Пульхра Прима («Первая») или Клавдия Пульхра Секунда («Вторая»).
  2. существует предположение, что она была не аристократкой, а вольноотпущенницей семьи Клодиев, и поэтому, согласно обычаю, носила родовое имя[39].
3. Лесбия — это некая «гетера», умевшая слагать стихи, «подруга» или «спутница» (amicae) — высокообразованная женщина особого статуса, схожего с положением древнегреческих гетер, бывших чем-то большим, чем рожающие детей домоправительницы[2].
4. Лесбия не имеет под собой никаких реальных прототипов и является собирательным образом.
5. Катулл использовал один и тот же псевдоним для обозначения нескольких своих возлюбленных.

## Значение лирики Катулла, обращённой к Лесбии, и восприятие потомками

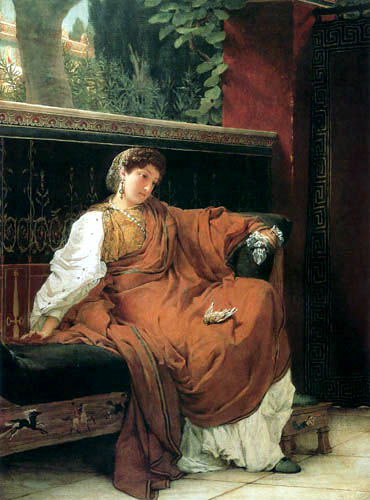
Лоуренс Альма-Тадема.
«Лесбия и мёртвый воробей»

Любовная история Катулла и Лесбии является одной из самых известных древнеримских романтических историй, благодаря силе чувств и таланту, проявленному поэтом. Филологи и историки не устают предлагать различные варианты реконструкций истинной последовательности событий «из стихотворных осколков». Кроме того, Лесбия стала символом жестокой женственности, вечным символом всесжигающей страсти к женщине, а также известной литературной загадкой.
С точки зрения литературы и истории чувств очень важно, что Катулл вошёл в сознание нового времени как «открыватель романтической, духовной любви, впервые нашедший слова для этой, казалось бы, врождённой человеческой потребности» (до него в латыни даже не было некоторых слов для описания определённого рода чувств), он стал «изобретателем чувств».
Фурий ласковый и Аврелий верный!

Вы — друзья Катуллу, хотя бы к Инду

Я ушел, где море бросает волны

     На берег гулкий.

Иль в страну Гиркан и Арабов пышных,

К Сакам и Парфянам, стрелкам из лука,

Иль туда, где Нил семиустый мутью

  Хляби пятнает.

Перейду ли Альп ледяные кручи,

Где поставил знак знаменитый Цезарь,

Галльский Рейн увижу ль, иль дальних Бриттов

  Страшное море, —

Все, что рок пошлет, пережить со мною

Вы готовы. Что ж, передайте милой

На прощанье слов от меня немного,

  Злых и последних.

Со своими пусть кобелями дружит!

По три сотни их обнимает сразу,

Никого душой не любя, но печень

  Каждому руша.

Только о моей пусть любви забудет!

По её вине иссушилось сердце,

Как степной цветок, проходящим плугом

  Тронутый насмерть.
«Его любовь стремится подняться над уровнем простого чувственного влечения, но для этого нового и неясного ещё античному человеку чувства поэт не имеет подходящих слов и образов. Он говорит о „вечном союзе дружбы“ (термин, заимствованный из сферы международных отношений), о том, что любил Лесбию „не как чернь подружку, а как отец любит детей и зятьев“, пытается разграничить два вида любви, „любовь“ (в традиционном античном смысле, то есть чувственное влечение) и „благорасположение“. При такой новизне жизнеощущения лирика Катулла оказывается свободной от многих традиционных штампов, и даже привычные мотивы любовной поэзии и фольклора приобретают свежее звучание и подаются в оригинальных сочетаниях. Характерно, что образ Лесбии дается только отдельными штрихами, не образующими целостного рисунка: поэт занят главным образом собой и своими чувствами».
Кроме того, считается, что Катулл подарил французскому, испанскому, итальянскому и португальскому языкам слово «поцелуй» — basium. Это слово было неизвестно римлянам (они употребляли osculum или suavium). Принесённое Катуллом из равнин Северной Италии, оно утвердилось в латинском языке и вытеснило все остальные, а затем перешло в романские языки.
Произведения Катулла пользовались особенной славой в древности и в Новое время и вызвали большое количество подражаний и переделок в галантной лирике Ренессанса и последующих веков — как по форме, так и по тематике.

## В культуре

### В музыке
- Катулл и Лесбия — персонажи кантаты Карла Орфа «Catulli Carmina», где рассказывается по-своему реконструированная композитором история их любви[42].

### В поэзии
- Марио Раписарди, Catullo e Lesbia, 1875.
- Александр Сергеевич Пушкин, «Оставь, о Лезбия, лампаду…», 1818—1819:
Оставь, о Лезбия, лампаду
Близ ложа тихого любви.
- Владимир Соловьёв, «Эпиграммы», 1897:
Дал вечность Лесбии своей
Катулл, хоть к ней отнесся строго…
Катуллов нет у нас, ей-ей,
Но Лесбий, батюшки, как много!
- Осип Мандельштам делает Лесбию адресатом двух своих стихотворений в своей «Антологии античной глупости», 1912:
Ветер с высоких дерев срывает жёлтые листья.
Лесбия, посмотри: фиговых сколько листов!

— Лесбия, где ты была? — Я лежала в объятьях Морфея.
— Женщина, ты солгала: в них я покоился сам!
- Иосиф Бродский:
Лесбия, Юлия, Цинтия, Ливия, Микелина.
Бюст, причинное место, бёдра, колечки ворса.
Обожжённая небом, мягкая в пальцах глина — 
Плоть, принявшая вечность как анонимность торса…
- Лесбия — персонаж многочисленных стихотворений немецкого барочного поэта Гофмансвальдау

### В прозе

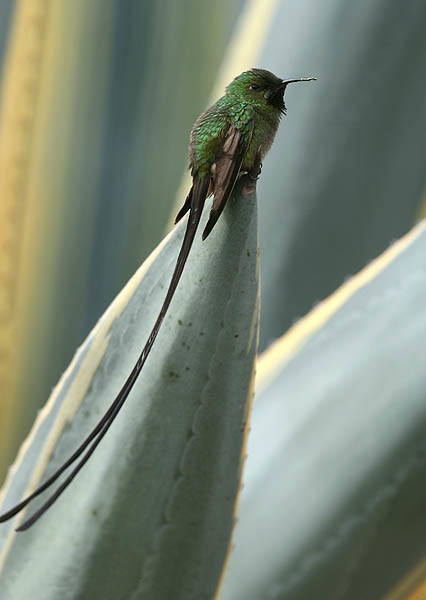
Чернохвостая лесбия — вид колибри

- Торнтон Уайлдер в романе «Мартовские иды» о последнем годе жизни Цезаря придерживается версии Клодия=Лесбия и талантливо и в запоминающейся манере рисует картину любовного романа Катулла, сдвигая, впрочем, весьма сильно временные рамки: поэт умер лет за десять до описываемых событий.
- Franko Mimmi, Carlo Frabetti. Amanti latini, la storia di Catullo e Lesbia (2001)
- Сборник любовных рассказов «My Mistress’s Sparrow is Dead» (2008), составитель Джеффри Евгенидис.

### В живописи
Две картины Альмы-Тадемы, по одной — Джон Уильям Годвард, Дж. Р. Веджелайн, Э. Д. Пойнтер.

### В биологии
В честь Лесбии назван род колибри — колибри-шлейфоносцы, имеющий двух представителей:
- Lesbia victoriae (чернохвостая лесбия)
- Lesbia nuna

## Другие Лесбии
- Лесбия — повивальная бабка, персонаж комедии Теренция «Девушка с Андроса».
- Лесбия — персонаж пьесы «Чистилище святого Патрика» Кальдерона.
- Лесбия — «домашнее» имя, которое использует Роберт Грейвс в своих исторических романах об императоре Клавдии для именования Юлии Ливиллы, сестры Калигулы (возможно, чтобы современному читателю было удобно её отличать от других многочисленных Юлий и Ливилл в этих книгах).
- «Лесбия Брэндон» — неоконченный роман Суинбёрна, опубликованный посмертно.